# Friedrich Carl Gustav Gericke
Friedrich Carl Gustav Gericke (* 4. Januar 1755 in Hildesheim; † 29. Januar 1817 in Helmstedt im Kloster Ludgeri) war ein deutscher Oberamtmann und Ökonom.
Gericke pachtete Gut Heinde bei Hildesheim und dann als Ökonomie-Beamter das Klostergut Ludgeri bei Helmstedt, wo er ein landwirtschaftliches Institut errichtete.
Er gab die vierte Auflage von Christian Friedrich Germershausens Hausmutter heraus, redigierte mit Kiesewald 1792–1808 die Oekonomischen Hefte und übersetzte 1812 den Aufsatz Versuch, den Rotz und Wurm der Pferde zu heilen von Louis-Victor Collaine (1780–1840) ins Deutsche.

## Veröffentlichungen
- Praktische Anleitung zur Führung der Wirthschaftsgeschäfte für Landwirthe; 1805
- Anweisung zur Heilung der Drehkrankheit der Schafe; 1806
- Vollständige Anleitung zum Hausbacken und Bierbrauen; 1809
- Anweisung zum Seifensieden, Lichtziehen, Stärkemachen; 1809
- Ceres; 1810